# Józef Michał Białły
Józef Michał Białły (ur. 3 czerwca 1899 w Warszewicach, zm. 21 września 1939 pod Cześnikami) – major artylerii Wojska Polskiego.

## Życiorys
Urodził się w Warszewicach, w rodzinie Witolda. Do Wojska Polskiego został przyjęty z byłej armii niemieckiej.
Na kapitana został awansowany ze starszeństwem z 1 lipca 1925 roku w korpusie oficerów artylerii. W 1932 roku pełnił służbę w Szkole Podchorążych Rezerwy Artylerii we Włodzimierzu Wołyńskim. Na stopień majora został mianowany ze starszeństwem z 1 stycznia 1936 i 26. lokatą w korpusie oficerów artylerii. Do września 1939 pełnił służbę w 3 Pułku Artylerii Lekkiej Legionów w Zamościu na stanowisku II zastępcy dowódcy pułku (kwatermistrza).
W kampanii wrześniowej 1939 roku był dowódcą II dywizjonu 51 Pułku Artylerii Lekkiej. 21 września 1939 roku poległ w bitwie pod Cześnikami. Odpierając czwarty z kolei tego dnia atak, dowodząc bohaterską obroną artyleryjską. Około godziny 16.30 w chwili, gdy będąc już ranny odłamkiem granatu, strzelał osobiście z działa, zginął trafiony kulą karabinową. Pochowany w kwaterze wojennej 1939 roku na cmentarzu parafialnym w Zamościu przy ulicy Róży Luksemburg.

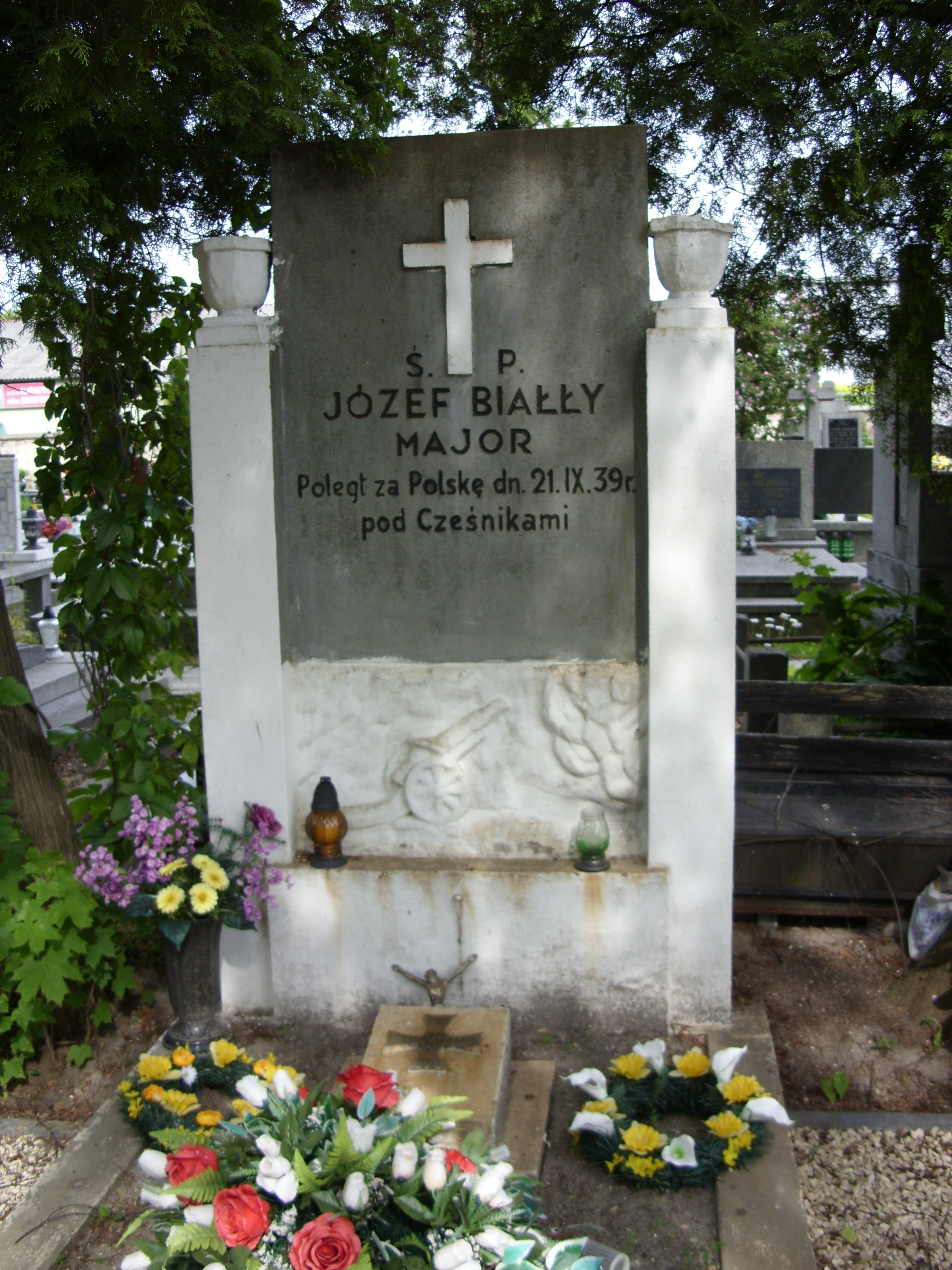
Nagrobek J.M.Białłego na cmentarzu przy ul. PeOWiaków w Zamościu

## Ordery i odznaczenia
- Złoty Krzyż Zasługi (25 maja 1939)[13][2]